# Georg Totschnig
Georg Totschnig (født 25. maj 1971 i Innsbruck) er en tidligere østrigsk cykelrytter. Han blev professionel i 1993 ved at tegne kontrakt med Polti. I 2001 skiftede han til Team Gerolsteiner, som han kørte for til 2006. Totschnig blev østrigsk mester i landevejscykling i 1997 og 2003 og har fem gange vundet det østrigske mesterskab i enkeltstart. I 2000 vandt han Østrig Rundt og i 2005 lykkedes det ham at vinde en etape i Tour de France og blev dermed den første østrigske etapevinder i 70 år.